# Pia società di San Francesco Saverio per le missioni estere
La Pia società di San Francesco Saverio per le missioni estere (in latino Pia Societas Sancti Francisci Xaverii pro exteris missionibus) è un istituto religioso maschile di diritto pontificio: i membri di questa congregazione clericale, detti saveriani, pospongono al loro nome la sigla S.X.

## Storia

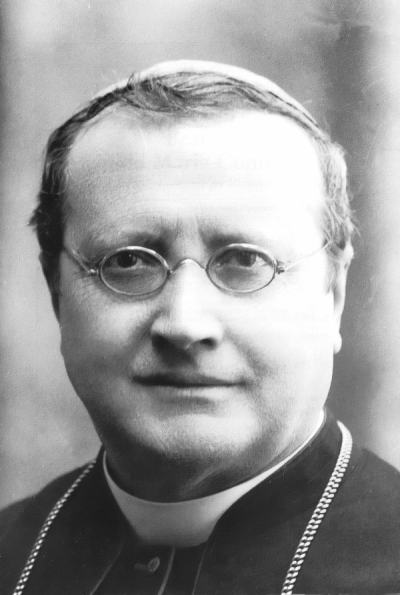
Guido Maria Conforti, fondatore della congregazione

La congregazione venne fondata da Guido Maria Conforti (1865-1931). In gioventù aveva cercato invano di entrare tra i gesuiti o i salesiani (1881) e, dopo l'ordinazione sacerdotale (1888), aveva chiesto inutilmente al suo vescovo di essere inviato in terra di missione. Per realizzare la sua vocazione missionaria, pensò allora di dare inizio a una nuova congregazione e l'idea prese forma attorno al 1890.
Il 9 marzo 1894 Conforti scrisse al cardinale Mieczysław Halka Ledóchowski, prefetto della congregazione di Propaganda Fide, per presentargli il progetto di fondazione di un seminario per la formazione del clero missionario; Francesco Magani, vescovo di Parma, firmò il decreto d'erezione del Seminario Emiliano per le Missioni Estere (la cui prima sede fu in borgo del Leon d'Oro a Parma) il 1º novembre 1895 e il 3 dicembre 1898, festa san Francesco Saverio, approvò l'istituto come congregazione religiosa di diritto diocesano (con il nome di istituto di San Francesco Saverio per le Missioni Estere) e ne approvò il primo schizzo di regolamento.
Il 4 marzo 1899, a soli tre anni e mezzo dall'apertura del seminario, i primi due missionari saveriani (il sacerdote Caio Rastelli e il suddiacono Edoardo Manini) vennero inviati in Cina, nello Shanxi settentrionale, dove già operavano i frati Minori.
Nel 1903 Conforti, già vicario generale a Parma, prese possesso della sede arcivescovile di Ravenna e dovette abbandonare la guida del suo istituto: incaricò lo stimmatino Melchiade Vivari di preparare degli statuti più completi da sottoporre all'esame della congregazione di Propaganda Fide per ottenere l'approvazione pontificia dei saveriani, ma nel 1904 lasciò la guida dell'arcidiocesi di Ravenna per motivi di salute e tornò a Parma, dai suoi missionari.
I saveriani ricevettero il decreto di lode dalla congregazione di Propaganda Fide il 5 marzo 1906 e vennero approvati definitivamente da papa Benedetto XV il 6 gennaio 1921; l'ultima versione delle loro costituzioni è frutto della revisione operata dall'XI capitolo generale celebrato nel 1983.
Il 15 maggio 1906 venne eretta la prefettura apostolica dell'Ho-Nan Occidentale e venne affidata ai saveriani; il 2 maggio 1911 la prefettura venne elevata a vicariato apostolico e il saveriano Luigi Calza fu il primo religioso della congregazione a essere innalzato all'episcopato. Nel 1928 Conforti si imbarca a Marsiglia e visitò le missioni in Cina.
Il 23 ottobre 2011 papa Benedetto XVI ha canonizzato Guido Maria Conforti.
Dell'istituto esiste anche un ramo femminile, la Società Missionaria di Maria, fondata a Parma nel 1945 dal saveriano Giacomo Spagnolo e da madre Celestina Bottego.

## Attività e diffusione
I Saveriani hanno per fine "unico ed esclusivo [...] l'annuncio della buona novella del Regno di Dio ai non cristiani".
Sono presenti in Europa (Francia, Italia, Regno Unito, Spagna), in Africa (Burundi, Camerun, Ciad, Repubblica Democratica del Congo, Mozambico, Sierra Leone), nelle Americhe (Brasile, Colombia, Messico, Stati Uniti d'America) e in Asia (Bangladesh, Cina, Giappone, Filippine, Indonesia, Taiwan); la Casa madre è a Parma, la sede generalizia è a Roma.
Alla fine del 2005 la congregazione contava 186 case e 848 religiosi, dei quali 661 sacerdoti.